# 白紋歧脊沫蟬
白紋歧脊沫蟬（学名：Jembrana albinotata）为尖胸沫蟬科歧脊沫蟬屬下的一个种。